# Elektorski kolegij ZDA
Elektorski kolegij ali Volilni kolegij (angleško Electoral College) je sestavljen iz elektorjev, ki jih določi vsaka zvezna država Združenih držav Amerike, da formalno izberejo predsednika in podpredsednika ZDA. Od leta 1964 naprej je na vseh predsedniških volitvah 538 elektorjev. Drugi člen Ustave ZDA določa, koliko elektorjev ima lahko posamezna zvezna država in daje pravico zakonodajni oblasti zveznih držav, da določijo način njihove izbire. Zunanja odvisna ozemlja ZDA v elektorskem kolegiju niso zastopana. Elektorski kolegij je oblika posrednih volitev, v nasprotju z neposrednimi volitvami, s katerimi se volijo člani Kongresa ZDA. Volivci v vsaki zvezni državi in v okrožju Kolumbija volijo elektorje, ki jih bodo pooblastili za sodelovanje na predsedniških volitvah.
Ker so torej predsedniške volitve v ZDA posredne volitve s pomočjo Elektorskega kolegija, je za predsednika vsaka štiri leta izbran tisti kandidat, ki ima večino glasov Elektorskega kolegija, to je 270 glasov; ne pa nujno tudi tisti kandidat, ki ima večino glasov volivcev v celotnih ZDA. 
V zgodnjem obdobju ameriške zgodovine so v posameznih zveznih državah zakoni omogočali zakonodajni oblasti, da sama določi elektorje. Elektorji imajo načeloma pravico, da glasujejo za kateregakoli kandidata za predsednika in podpredsednika, dejansko pa v praksi glasujejo za tistega kandidata, ki so ga na volitvah izvolili volivci njihove zvezne države. Samo v nekaterih zveznih državah so imena elektorjev zapisana na volilnem listku in so torej tam elektorji voljeni neposredno.
Dvanajsti amandma k Ustavi ZDA določa, da vsak elektor daje en glas za predsednika in en glas za podpredsednika. Prav tako določa tudi, kako se izbirata predsednik in podpredsednik. Triindvajseti amandma določa, koliko elektorjev ima Okrožje Kolumbija.
Ustanova Elektorskega kolegija je v ameriški javnosti sporna. Po raziskavi Gallupa iz leta 2001 naj bi »večina Američanov podpirala idejo, da se preuči možnost, da bi sprejeli amandma k Ustavi ZDA, ki bi omogočil neposredne volitve predsednika«. Prve raziskave o tej temi je inštitut Gallup izvedel leta 1944, pa tudi v letu 2004 je ta predlog podpiral približno isti odstotek ljudi. Kritiki trdijo, da je ustanova Elektorskega kolegija »presežena«, nedemokratična in da nekaterim zveznim državam, v katerih noben od kandidatov nima izrazite volilne prednosti, daje nesorazmerno velik vpliv na izbiro predsednika in podpredsednika. Zagovorniki takšnega načina načina izbire predsednika pa trdijo, da je ustanova Elektorskega kolegija pomembna značilnost federalizma v Združenih državah Amerike in da varuje pravice malih zveznih držav. V zgodovini so bili v Kongresu vloženi številni predlogi amandmajev k Ustavi ZDA, z namenom, da bi se ustanova Elektorskega kolegija preoblikovala ali nadomestila z neposrednimi volitvami; vendar pa noben od teh predlogov nikoli ni bil izglasovan in potrjen v Kongresu. Z drugimi besedami: Elektorski kolegij je ustavna kategorija, ustavo pa se »spreminja z zadržano in tresočo roko« ali se je raje sploh ne spreminja.